# Nagy zűr nagy Kínával
A Nagy zűr nagy Kínával (eredetileg angolul The China Probrem) a South Park című amerikai rajzfilmsorozat 175. része (a 12. évad 8. epizódja). Elsőként 2008. október 8-án sugározták az Egyesült Államokban. Magyarországon 2009. május 1-én mutatta be a Comedy Central.
A részben Kyle igazságot akar szolgáltatni George Lucasnak és Steven Spielbergnek, amiért "megerőszakolták" Indiana Jonest az "Indiana Jones és a kristálykoponya királysága" című filmjükben. Cartman eközben szeretné megakadályozni a gyanított kínai inváziót.
Az epizódot Isaac Hayes tiszteletére ajánlják, aki 2008. augusztus 10-én hunyt el.

## Cselekmény
|  | Alább a cselekmény részletei következnek! |

Miután megnézte a pekingi olimpia megnyitóját, Cartman rémálmokat kezd el látni arról, hogy a kínaiak megszállják Amerikát. Megpróbálja figyelmeztetni a barátait, de Kyle nagyon elutasító. Mint kiderül, ő és Stan is súlyos traumán estek át:megerőszakolták egy barátjukat,ők pedig csak álltak ott és nézték, és semmit nem tettek ellene. Eközben Cartman sikeresen meggyőzi Butterst, hogy segítsen neki, máskülönben a kínaiak megölik a szüleit. Megalapítják az Amerika Felszabadítási Frontot.
Eközben Stan, Kyle, Kenny, Clyde, és Jimmy felidézik, mi is volt az a traumatikus élmény. Megnézték az Indiana Jones és a kristálykoponya királysága című filmet, és azt látták, hogy ezzel a filmmel (képletesen és szó szerint is) George Lucas és Steven Spielberg megerőszakolták Indiana Jones-t.
Cartman és Butters, sztereotíp módon kínai gyereknek öltöznek, és egy híres arizonai kínai étterembe mennek, hogy megtudjáka kínaiaktól, mikorra tervezik az inváziót. Mivel bosszantóak, megkérik őket, hogy távozzanak, de helyette elkezdenek túszokat ejteni. Cartman ad egy pisztolyt Buttersnek azzal, hogy aki szökni próbál, azt lője le. Ehelyett Butters olyan rosszul céloz, hogy az első embert herén lövi, ami feldühíti Cartmant. Eközben a Park Megyei Ügyészségen a fiúk feljelentik Lucast és Spielberget, majd a rendőrség segítségét kérik, hogy tartóztassák le őket. Mindenki könnyek között vallja meg nekik, hogy örömmel segítenek. Le is tartóztatják őket, miközben épp rohamosztagosokkal szexelnek.
Eközben a kínai éttermet körbeveszi a rendőrség. Az egyik kínai rendőrt Butters véletlenül herén lövi, majd mikor ez még egyszer megismétlődik, Cartman inkább feladja magát. Odakint a rendőrök elmondják nekik, hogy Lucast és Spielberget letartóztatták, és hogy "vége van". Mindenki megkönnyebbülten sóhajt, és sokan sírnak is - eközben Butters és Cartman megszöknek. Cartman úgy véli, hogy inkább lesz kínai, mint olyan pocsék célzó, aki csak herén tud lőni másokat - Butters viszont nem érti, mi a probléma, és szerinte az új Indiana Jones egy jó film.

## Fordítás
- Ez a szócikk részben vagy egészben  a   The China Probrem című angol Wikipédia-szócikk ezen változatának fordításán alapul.  Az eredeti cikk szerkesztőit annak laptörténete sorolja fel. Ez a jelzés csupán a megfogalmazás eredetét és a szerzői jogokat jelzi, nem szolgál a cikkben szereplő információk forrásmegjelöléseként.

## Külső hivatkozások
- Nagy zűr nagy Kínával Archiválva 2008. október 4-i dátummal a Wayback Machine-ben a South Park Studios hivatalos honlapon
- Nagy zűr nagy Kínával az Internet Movie Database oldalon (angolul)